# サリ・ノヤン
サリ・ノヤン（モンゴル語: Sali Noyan,? - ?）とは、モンゴル帝国のイラン・アゼルバイジャン方面タンマチ（辺境鎮戍軍）司令官を務めた人物。『集史』などのペルシア語史料ではسالی نویان(sālī nūyān)と記される。

## 概要
『集史』「タタル部族志」によると、サリ・ノヤンの父はタタル部族トトカリウト氏族の出身で、名をカラ・マングト・ウハと言った。カラ・マングト・ウハとその兄弟クリ・ノヤンはチンギス・カンによってタタル部族が滅ぼされた時に孤児となったが、チンギス・カンの妃でタタル部出身のイェスイ・イェスゲン姉妹が憐れみをかけ、両妃の養子として育てられることになったという。
サリ・ノヤンの前半生についてはほとんど記録がないが、ダイルを司令官とするインド方面タンマチが派遣されるとこれに従軍して現アフガニスタン方面に移住した。その後、モンゲトゥ・オコトルを経てサリ・ノヤンがインド方面タンマチの第4代司令官に任命された。
1251年にモンケが第4代皇帝として即位すると、フレグを総司令とする西アジア遠征軍が組織され、サリ・ノヤンは「汝が行く地方はヒンドゥスターンとホラサーンの国境地帯である。そこはフラグが行く地方と諸王国に接している。汝は、彼の軍の一部隊になれ。すなわち、汝の職務と軍隊はフラグに委ねられ、汝は彼の命令に従わねばならぬ」と命じられ、インド方面タンマチもフレグの指揮下に入ることになった。また、この命令を受けたサリ・ノヤンが「いつまでそこにとどまればよろしいでしょうか」と尋ねたところ、モンケは「永遠にそこにとどまれ」と答えたという。
フレグの西アジア到着後も、サリ・ノヤンは直接フレグの遠征軍に参加することはなく、インド方面に侵攻してインド人捕虜をフレグの下に送っていた。しかし、1260年にモンケが急死するとインド方面タンマチをめぐる情勢は一変し、モンケの死を受けてフレグはイランで自立した（フレグ・ウルス）が、他の諸王の承認を得ない勝手な自立は周囲のジョチ・ウルスとチャガタイ・ウルスの札繰を生んだ。
同時期にチャガタイ・ウルスの君主となったアルグは1261年頃にサダイ・エルチをインド方面タンマチに派遣し、サダイ・エルチはサリ・ノヤン配下の武将を懐柔してサリ・ノヤンを捕縛させ、その軍団を自らのものとした。このサリ・ノヤンの最期については『集史』に記載がなく、『ワッサーフ史』にのみその経緯が伝えられている。

## 子孫

### アラド・ノヤン
『集史』「タタル部族志」には 「サリ・ノヤンの死後、アラド・ノヤンがその軍隊を統べた」とあり、サリ・ノヤンの地位を継承したとみられる。ノウルーズの叛乱以後、ガザンを助けてカラウナスを再統一した。

### アビシュカ
同じく『集史』「タタル部族志」には「ルームの国とその地の軍隊を彼が統べている」と記録されている。

## ヒンドゥスタン・カシミール方面タンマチ司令官
1. ダイル・バートル（Dayir >tàyìér,荅亦児／Dāīr,دایر）
2. モンゲトゥ（Mönggetü >mēnggétū,蒙格禿／mūnkdū,مونکدو）
3. オコトル（Oqotur >wòhuōtūér,斡豁禿児／hūqūtur,هوقوتر）
4. サリ・ノヤン（Sali Noyan >sālī nūyān,سالی نویان）